# 989
| Calendário gregoriano                                                        | 989 CMLXXXIX                                           |
| Ab urbe condita                                                              | 1742                                                   |
| Calendário arménio                                                           | 438 – 439                                              |
| Calendário bahá'í                                                            | -855 – -854                                            |
| Calendário budista                                                           | 1533                                                   |
| Calendário chinês                                                            | 3685 – 3686 Início a 10 de fevereiro (aproximadamente) |
| Calendário copta                                                             | 705 – 706                                              |
| Calendário etíope                                                            | 981 – 982                                              |
| Calendários hindus - Vikram Samvat - Calendário nacional indiano - Cáli Iuga | 1044 – 1045 910 – 911 4089 – 4090                      |
| Calendário Holoceno                                                          | 10989                                                  |
| Calendário islâmico                                                          | 378 – 380                                              |
| Calendário judaico                                                           | 4749 – 4750                                            |
| Calendário persa                                                             | 367 – 368                                              |
| Calendário rúnico                                                            | 1239                                                   |
| Calendário solar tailandês                                                   | 1532                                                   |

989 (CMLXXXIX, na numeração romana) foi um ano comum do século X do Calendário Juliano, da Era de Cristo, teve início a uma terça-feira e terminou também a uma terça-feira e a sua letra dominical foi F (52 semanas).
No território que viria a ser o reino de Portugal estava em vigor a Era de César que já contava 1027 anos.
| Ano completo                       |
| ---------------------------------- |
| Ano comum com início à terça-feira |

## Nascimentos
- Rei Edmundo II de Inglaterra (data provável).